# Oostenrijk op de Olympische Zomerspelen 1996
Oostenrijk nam deel aan de Olympische Zomerspelen 1996 in Atlanta, Verenigde Staten. 

## Medailleoverzicht
| Sport       | Olympiër       | Discipline                 | Medaille |
| ----------- | -------------- | -------------------------- | -------- |
| Schietsport | Wolfram Waibel | 10m luchtgeweer (m)        | Zilver   |
| Atletiek    | Theresia Kiesl | 1500m (v)                  | Brons    |
| Schietsport | Wolfram Waibel | 50m geweer 3 houdingen (m) | Brons    |

## Deelnemers en resultaten

### Atletiek
| Olympiër                                                                  | Discipline       | Resultaat | Prestatie                                                                       |
| ------------------------------------------------------------------------- | ---------------- | --------- | ------------------------------------------------------------------------------- |
| Thomas Griesser                                                           | 200m (m)         | 61e       | serie 5: 6de in 21,20                                                           |
| Christoph Pöstinger                                                       | 200m (m)         | 50e       | serie 11: 5de in 20,98                                                          |
| Thomas Ebner                                                              | 1500m (m)        | 49e       | serie 5: 10de in 3.48,38                                                        |
| Werner Edler-Muhr                                                         | 1500m (m)        | 41e       | serie 4: 8ste in 3.45,02                                                        |
| Elmar Lichtenegger                                                        | 110m horden (m)  | 47e       | serie 6: 6de in 14,03                                                           |
| Mark McKoy                                                                | 110m horden (m)  | 22e       | serie 1: 2de in 13,70 kwartfinale 3: 5de in 13,64                               |
| Herwig Röttl                                                              | 110m horden (m)  | 50e       | serie 3: 7de in 14,08                                                           |
| Martin Schützenauer Martin Lachkovics Thomas Griesser Christoph Pöstinger | 4x100m (m)       | 18e       | serie 5: 4de in 39,80                                                           |
|                                                                           |                  |           |                                                                                 |
| Theresia Kiesl                                                            | 1500m (v)        | Brons     | serie 1: 1ste in 4.09,24 halve finale 1: 1ste in 4.09,44 finale: 3de in 4.03,02 |
| Ljudmila Ninova                                                           | verspringen (v)  | DNF       | kwalificatie groep B: geen geldige poging                                       |
| Sigrid Kirchmann                                                          | hoogspringen (v) | DNF       | kwalificatie groep A: niet gestart                                              |

### Badminton
| Olympiër     | Discipline    | Resultaat | Prestatie                                                                                    |
| ------------ | ------------- | --------- | -------------------------------------------------------------------------------------------- |
| Hannes Fuchs | enkelspel (m) | 17e       | 1ste ronde: W van GBR Robertson: 15-2, 15-6 2de ronde: V van DEN Stuer-Lauridsen: 2-15, 5-15 |

### Gymnastiek
| Olympiër        | Discipline      | Resultaat | Prestatie |
| Ritmisch        | Ritmisch        | Ritmisch  | Ritmisch |
| --------------- | --------------- | --------- | --- |
| Birgit Schielin | individueel (v) | 24e       | kwalificatie: 24ste hoepel: 26ste met 9,200 punten bal: 27ste met 9,166 punten knotsen: 23ste met 9,266 punten linten: 21ste met 9,249 punten totaal: 36,881 punten |
| Nina Taborsky   | individueel (v) | 29e       | kwalificatie: 29ste hoepel: 33ste met 9,133 punten bal: 24ste met 9,183 punten knotsen: 33ste met 9,083 punten linten: 28ste met 9,166 punten totaal: 36,565 punten |

### Judo
| Olympiër          | Discipline | Resultaat | Prestatie |
| ----------------- | ---------- | --------- | --- |
| Thomas Schleicher | -71kg (m)  | 9e        | 1ste ronde: vrij 2de ronde: V van JPN Nakamura: ippon herkansingen: W van ALG Harkat: yusei-gachi herkansingen 2: V van GER Schmidt: waza-ari    |
| Patrick Reiter    | -78kg (m)  | 33e       | 1ste ronde: V van UZB Shmakov: ippon |
| Sergej Klischin   | -86kg (m)  | 21e       | 1ste ronde: vrij 2de ronde: V van AUS Wilkinson: ippon                                                                                           |
| Eric Krieger      | +95kg (m)  | 9e        | 1ste ronde: vrij 2de ronde: W van ALG Larbi: ippon 3de ronde: W van TJK Rahimov: koka kwartfinale: V van FRA Douillet: kiken-gachi               |
|                   |            |           | |
| Mariela Spacek    | -66kg (v)  | 9e        | 1ste ronde: vrij 2de ronde: W van RUS Kotelnikova: yusei-gachi kwartfinale: V van FRA Dubois: waza-ari herkansingen: V van CUB Revé: yusei-gachi |

### Kanovaren
| Olympiër        | Discipline   | Resultaat | Prestatie                                                                         |
| Slalom          | Slalom       | Slalom    | Slalom                                                                            |
| --------------- | ------------ | --------- | --------------------------------------------------------------------------------- |
| Manuel Köhler   | C-1 (m)      | 28e       | run 1: 20ste in 159,22 run 2: 19de in 157,06                                      |
| Helmut Oblinger | C-1 (m)      | 42e       | run 1: 43ste in 261,01 run 2: 36ste in 209,54                                     |
| Sprint          |              |           |                                                                                   |
| Uschi Profanter | K-1 500m (v) | 6e        | serie 2: 1ste in 1.51,440 halve finale 1: 3de in 1.50,066 finale: 6de in 1.50,271 |

### Paardensport
| Olympiër                                                      | Discipline  | Resultaat | Prestatie |
| Dressuur                                                      | Dressuur    | Dressuur  | Dressuur |
| ------------------------------------------------------------- | ----------- | --------- | --- |
| Caroline Hatlapa                                              | individueel | 31e       | Grand Prix test: 31ste met 64,36% |
| Springconcours                                                |             |           | |
| Anton-Martin Bauer                                            | individueel | 11e       | kwalificatie: 9de 1ste ronde: 14de met 4 strafpunten 2de ronde: 1ste met 0 strafpunten 3de ronde: 31ste met 8 strafpunten totaal: 12 strafpunten finale: 11de met 8 strafpunten      |
| Thomas Metzger                                                | individueel | DNF       | kwalificatie: niet gefinisht 1ste ronde: niet gefinisht |
| Helmut Morbitzer                                              | individueel | 25e       | kwalificatie: 29ste 1ste ronde: 1ste met 0 strafpunten 2de ronde: 57ste met 16 strafpunten 3de ronde: 14de met 4 strafpunten totaal: 20 strafpunten finale: 25ste met 29 strafpunten |
| Hugo Simon                                                    | individueel | 4e        | kwalificatie: 16de 1ste ronde: 14de met 4 strafpunten 2de ronde: 11de met 4 strafpunten 3de ronde: 31ste met 8 strafpunten totaal: 16 strafpunten finale: 4de met 4 strafpunten      |
| Anton-Martin Bauer Thomas Metzger Helmut Morbitzer Hugo Simon | team        | 11e       | 1ste ronde: 9de met 20 strafpunten 2de ronde: 11de met 20strafpunten totaal: 40 strafpunten                                                                                          |

### Roeien
| Olympiër                                                          | Discipline             | Resultaat | Prestatie |
| ----------------------------------------------------------------- | ---------------------- | --------- | --- |
| Horst Nußbaumer                                                   | skiff (m)              | 9e        | serie 1: 3de in 7.36,15 herkansingen: 2de in 7.49,79 halve finale 2: 6de in 7.35,52 finale B: 3de in 6.53,20 |
| Walter Rantasa Wolfgang Sigl                                      | lichte dubbel-twee (m) | 5e        | serie 3: 2de in 6.54,36 herkansingen: 1ste in 6.21,10 halve finale 1: 3de in 6.28,06 finale: 5de in 6.30,85  |
| Arnold Jonke Christoph Zerbst                                     | dubbel-twee (m)        | 5e        | serie 3: 4de in 6.56,55 herkansingen: 1ste in 6.43,52 halve finale 2: 2de in 6.35,76 finale: 5de in 6.25,17  |
| Hermann Bauer Andreas Nader                                       | twee-zonder (m)        | 11e       | serie 1: 6de in 6.46,18 herkansingen: 2de in 7.03,86 halve finale 1: 4de in 6.57,44 finale B: 5de in 6.38,60 |
| Harald Hofmann Martin Kobau Gernot Faderbauer Christoph Schmölzer | lichte vier-zonder (m) | 12e       | serie 3: 3de in 6.24,59 herkansingen: 3de in 6.02,76 halve finale 1: 6de in 6.22,60 finale B: 6de in 6.06,09 |
|                                                                   |                        |           | |
| Monika Felizeter Karola Schustereder                              | lichte dubbel-twee (v) | 11e       | serie 3: 4de in 7.45,45 herkansingen: 3de in 7.07,34 halve finale 2: 6de in 7.32,07 finale B: 5de in 7.11,22 |

### Schermen
| Olympiër                                   | Discipline      | Resultaat | Prestatie |
| ------------------------------------------ | --------------- | --------- | --- |
| Marco Falchetto                            | Floret (m)      | 23e       | 1ste ronde: vrij 2de ronde: V van GER Römer: 7-15                                                                                             |
| Michael Ludwig                             | Floret (m)      | 26e       | 1ste ronde: W van VEN Rodríguez: 15-11 2de ronde: V van FRA Plumenail: 12-15                                                                  |
| Benny Wendt                                | Floret (m)      | 33e       | 1ste ronde: V van ARG Marchetti: 13-15 |
| Marco Falchetto Michael Ludwig Benny Wendt | Floret team (m) | 4e        | 1ste ronde: W van Verenigde Staten: 45-32 kwartfinale: W van Italië: 45-36 halve finale: V van Polen: 36-45 bronzen finale: V van Cuba: 28-45 |

### Schietsport
| Olympiër            | Discipline                 | Resultaat | Prestatie                                                                                   |
| ------------------- | -------------------------- | --------- | ------------------------------------------------------------------------------------------- |
| Dieter Grabner      | 10m luchtgeweer (m)        | 18e       | kwalificatie: 18de met 588 punten (97-98-99-100-98-96)                                      |
| Wolfram Waibel, Jr. | 10m luchtgeweer (m)        | Zilver    | kwalificatie: 1ste met 596 punten (97-99-100-100-100-100) (OR) finale: 2de met 695,2 punten |
| Thomas Farnik       | 50m geweer 3 houdingen (m) | 13e       | kwalificatie: 13de met 1164 punten (393-389-382)                                            |
| Wolfram Waibel, Jr. | 50m geweer 3 houdingen (m) | Brons     | kwalificatie: 4de met 1170 punten (394-387-389) finale: 3de met 1269,5 punten               |
| Thomas Farnik       | 50m geweer liggend (m)     | 42e       | kwalificatie: 42ste met 589 punten (97-97-100-99-98-98)                                     |
| Wolfram Waibel, Jr. | 50m geweer liggend (m)     | 39e       | kwalificatie: 39ste met 590 punten (97-98-98-99-100-98)                                     |

### Schoonspringen
| Olympiër                | Discipline    | Resultaat | Prestatie                                                                                             |
| ----------------------- | ------------- | --------- | --- |
| Richard Frece           | 3m plank (m)  | 14e       | voorronde: 10de met 365,73 punten halve finale: 14de met 563,64 punten                                |
| Richard Frece           | 10m toren (m) | 12e       | voorronde: 12de met 373,41 punten halve finale: 12de met 521,76 punten finale: 12de met 503,64 punten |
|                         |               |           | |
| Anja Richter-Libiseller | 10m toren (v) | 11e       | voorronde: 10de met 266,13 punten halve finale: 10de met 426,96 punten finale: 11de met 408,45 punten |

### Tafeltennis
| Olympiër                     | Discipline     | Resultaat | Prestatie                                                                                            |
| ---------------------------- | -------------- | --------- | --- |
| Yi Ding                      | enkelspel (m)  | 33e       | groep I: 3de V van KOR Taek-Soo: 0-2 W van AUS Langley: 2-1 V van HUN Németh: 1-2                    |
| Werner Schlager              | enkelspel (m)  | 17e       | groep J: 2de V van CRO Primorac: 0-2 W van HUN Bátorfi: 2-0 W van QAT Al-Hammadi: 2-0                |
| Yi Ding Qianli Qian          | dubbelspel (m) | 9e        | groep A: 3de W van AUS Langley / Lavale: 2-0 V van CHN Lu/Wang: 0-2 W van CRO Atiković/Primorac: 2-0 |
| Karl Jindrak Werner Schlager | dubbelspel (m) | 9e        | groep E: 2de W van BRA Hoyama/Peixoto: 2-1 V van GER Fetzner/Roßkopf: 0-2 W van CAN Huang/Ng: 2-0    |

### Tennis
| Olympiër       | Discipline    | Resultaat | Prestatie                                                                             |
| -------------- | ------------- | --------- | ------------------------------------------------------------------------------------- |
| Judith Wiesner | enkelspel (v) | 17e       | 1ste ronde: W van HUN Temesvári: 7-6, 6-4 2de ronde: V van CZE Novotná: 4-6, 6-3, 3-6 |

### Wielersport
| Olympiër             | Discipline       | Resultaat | Prestatie |
| Baan                 | Baan             | Baan      | Baan      |
| -------------------- | ---------------- | --------- | --------- |
| Christian Meidlinger | tijdrit (m)      | 9e        | 1.05,530  |
| Franz Stocher        | puntenkoers (m)  | 12e       | 5 punten  |
|                      |                  |           |           |
| Tanja Klein          | puntenkoers (v)  | 16e       | 0 punten  |
| Mountainbike         |                  |           |           |
| Ernst Denifl         | mannen           | 28e       | 2:45.34   |
| Weg                  |                  |           |           |
| Peter Luttenberger   | wegwedstrijd (m) | 81e       | 4:56.50   |
| Harald Morscher      | wegwedstrijd (m) | 46e       | 4:55.45   |
| Werner Riebenbauer   | wegwedstrijd (m) | 44e       | 4:55.45   |
| Georg Totschnig      | wegwedstrijd (m) | 61e       | 4:56.47   |
| Peter Wrolich        | wegwedstrijd (m) | 54e       | 4:55.46   |
|                      |                  |           |           |
| Tanja Klein          | tijdrit (v)      | 23e       | 42.03     |
| Tanja Klein          | wegwedstrijd (v) | 22e       | 2:37.06   |

### Zeilen
| Olympiër                            | Discipline     | Resultaat | Prestatie                                      |
| ----------------------------------- | -------------- | --------- | ---------------------------------------------- |
| Hans Spitzauer                      | finn (m)       | 4e        | 54,0 punten: (4-1-10-7-11-4-5-PMS-12-12)       |
|                                     |                |           |                                                |
| Franz Urlesberger                   | laser          | 14e       | 122,0 punten: (19-30-15-16-16-23-14-12-6-9-15) |
| Andreas Hagara Florian Schneeberger | tornado klasse | 4e        | 44,0 punten: (4-3-5-6-1-7-10-13-7-13-1)        |
| Andreas Hanakamp Hubert Raudaschl   | star klasse    | 15e       | 89,0 punten: (12-12-13-19-13-5-13-20-13-8)     |

### Zwemmen
| Olympiër       | Discipline          | Resultaat | Prestatie                                                |
| -------------- | ------------------- | --------- | -------------------------------------------------------- |
| Judith Draxler | 50m vrije slag (v)  | 20e       | serie 4: 3de in 26,34                                    |
| Judith Draxler | 100m vrije slag (v) | 27e       | serie 2: 2de in 57,34 (NR)                               |
| Martina Nemec  | 400m vrije slag (v) | 32e       | serie 1: 4de in 4.23,72                                  |
| Vera Lischka   | 100m schoolslag (v) | 5e        | serie 4: 2de in 1.09,68 (NR) finale: 5de in 1.09,24 (NR) |
| Elvira Fischer | 200m schoolslag (v) | 24e       | serie 3: 3de in 2.33,89                                  |
| Martina Nemec  | 200m wisselslag (v) | 30e       | serie 3: 6de in 2.21,10                                  |
| Martina Nemec  | 400m wisselslag (v) | 30e       | serie 2: 7de in 5.02,52                                  |

Afghanistan · Albanië · Algerije · Amerikaanse Maagdeneilanden · Amerikaans-Samoa · Andorra · Angola · Antigua‑Barbuda · Argentinië · Armenië · Aruba · Australië · Azerbeidzjan · Bahama's · Bahrein · Bangladesh · Barbados · België · Belize · Benin · Bermuda · Bhutan · Bolivia · Bosnië en Herzegovina · Botswana · Brazilië · Britse Maagdeneilanden · Brunei · Bulgarije · Burkina Faso · Burundi · Cambodja · Canada · Centraal-Afrikaanse Republiek · Chili · China · Chinees Taipei · Colombia · Comoren · Congo-Brazzaville · Cookeilanden · Costa Rica · Cuba · Cyprus · Denemarken · Djibouti · Dominica · Dominicaanse Republiek · Duitsland · Ecuador · Egypte · El Salvador · Equatoriaal-Guinea · Estland · Ethiopië · Fiji · Filipijnen · Finland · Frankrijk · Gabon · Gambia · Georgië · Ghana · Grenada · Griekenland · Groot-Brittannië · Guam · Guatemala · Guinee · Guinee-Bissau · Guyana · Haïti · Honduras · Hongarije · Hongkong · Ierland · IJsland · India · Indonesië · Irak · Iran · Israël · Italië · Ivoorkust · Jamaica · Japan · Jemen · Joegoslavië · Jordanië · Kaaimaneilanden · Kaapverdië · Kameroen · Kazachstan · Kenia · Kirgizië · Koeweit · Kroatië · Laos · Lesotho · Letland · Libanon · Liberia · Libië · Liechtenstein · Litouwen · Luxemburg ·  Macedonië · Madagaskar · Malawi · Malediven · Maleisië · Mali · Malta · Marokko · Mauritanië · Mauritius · Mexico · Moldavië · Monaco · Mongolië · Mozambique · Myanmar · Namibië · Nauru · Nederland · Nederlandse Antillen · Nepal · Nicaragua · Nieuw-Zeeland · Niger · Nigeria · Noord-Korea · Noorwegen · Oeganda · Oekraïne · Oezbekistan · Oman · Oostenrijk · Pakistan · Palestina · Panama · Papoea-Nieuw-Guinea · Paraguay · Peru · Polen · Portugal · Puerto Rico · Qatar · Roemenië · Rusland · Rwanda · Saint Kitts en Nevis · Saint Lucia · Saint Vincent en Grenadines · Salomonseilanden · Samoa · San Marino · Sao Tomé en Principe · Saoedi-Arabië · Senegal · Seychellen · Sierra Leone · Singapore · Slovenië · Slowakije · Soedan · Somalië · Spanje · Sri Lanka · Suriname · Swaziland · Syrië · Tadzjikistan · Tanzania · Thailand · Togo · Tonga · Trinidad en Tobago · Tsjaad · Tsjechië · Tunesië · Turkije · Turkmenistan · Uruguay · Vanuatu · Venezuela · Verenigde Arabische Emiraten · Verenigde Staten · Vietnam · Wit-Rusland · Zaïre · Zambia · Zimbabwe · Zuid-Afrika · Zuid-Korea · Zweden · Zwitserland